# Бабичская иконописная школа
Бабичская иконописная школа — одна из самобытных школ белорусской иконописи, которая создавалась в окрестностях деревни Бабичи Чечерского района.

## Описание
В иконах Бабичской иконописной школы чувствуется влияние мастеров Возрождения и барокко. Образцами для местных художников служили гравюры с европейских шедевров, а также произведения итальянских мастеров, приглашенных графом З. Г Чернышёвым, владельцем Чечерска в XVIII веке, для украшения основанных им храмов. В Бабичской иконе органично сочетаются западные влияния и глубинная архаика земледельческого строя.
Традиция эпохи барокко прослеживается в тёмнофоновых иконах с импульсивной манерой письма лиц и фигур. Колорит основывается на энергичном противопоставлении света и тени на подчеркнутой оппозиции фигур и фонового пространства. Но и эти стилевые особенности органично сочетаются с фольклорным мышлением иконописцев, которые всегда принадлежали к тому социальному слою, для которого предназначались их произведения.

## Мастера
Первое упоминание о трех крестьянах-иконописцах «в деревне Бабичи Покотской волости Рогачёвского уезда» встречается в «Описании Могилевской губернии» в 1884 году.
В конце XX века жили последние мастера известной крестьянской династии бабчских иконописцев — Владимир и Гавриил Гераковы.

## Коллекции
Значительные коллекции икон бабичской школы находятся в Ветковском музее старообрядчества и белорусских традиций имени Ф. Г. Шклярова и Чечерском историко-этнографическом музее.